# 松下卓也
松下 卓也（まつした たくや、1972年7月4日 - ）は、日本の俳優。大阪府出身。

## 略歴
主な出演作品に、TBS『奥様は魔女』、関西テレビ放送制作・フジテレビ系全国ネット『ルーキー!』、テレビ朝日『特命係長 只野仁Ⅲ』、舞台『ザ･龍一たひこの夢』がある。

得意な事は石井竜也とチャン・ドンゴンのものまねで、自慢は「大ジョッキが口に入る」こと。

これらの特技を活かして日本テレビ『ラジかるッ!』、フジテレビ『爆笑そっくりものまね紅白歌合戦スペシャル』などへの出演経験がある。

特技からも窺えるが宴会・パーティーが好きで、お祝い事や旅行、打ち上げなどの様子を自身のブログで綴る。

## 闘病生活
2017年に喉の慢性的な不調を訴え、声帯にポリープがあることが発覚し、切除手術を行った。

持ち前の明るい性格から、入院期間中もひょうきんに振舞っている様子であったが、本人としては自身の生活を内省し、健康の大切さや周りの人達の優しさを再認識する契機だった。

## テレビドラマ
- 月曜ゴールデン（TBS）
  - 西村京太郎サスペンス 十津川警部シリーズ42「九州ひなの国殺人ルート」（2009年9月28日）- 大川（ポン引き） 役